# Обводный канал
Обво́дный кана́л, в 1-й половине XIX века также Загородный канал — самый крупный канал в Санкт-Петербурге. Берёт начало от реки Невы в районе Александро-Невской лавры и доходит до реки Екатерингофки.

## История

### Прокладка канала
Первоначально канал был прорыт в 1769—1780 годах по проекту французского инженера Этьена Карбонье между рекой Екатерингофкой и Лиговским каналом. Со стороны города как оборонительный объект был укреплён валом.
23 декабря 1804 года началась прокладка восточного участка Обводного канала под руководством инженера Ивана Герарда. Согласно составленной смете, из городской казны в течение 6 лет ежегодно выделялись 1 230 238 рублей 36 копеек. Работы были продолжены в 1816—1833 годах под руководством инженеров П. П. Базена и Б. П. Э. Клапейрона. К 1834-му Обводный канал стал южной границей города, его длина составляла 10 вёрст, ширина — 10 сажен.

### Французский ковш
В 1840-е годы для стоянки и разгрузки речных судов был прорыт так называемый Французский ковш (ковш Обводного канала, Глиняный ковш) — небольшой г-образный тупиковый канал («ковш») на южном берегу Обводного канала, отходящий от него вблизи Александро-Невской лавры, а затем поворачивающий на запад вдоль Глиняной улицы. Чтобы обеспечить возможность скопления судов вблизи этого места, Обводный канал к востоку от Атаманского моста заметно расширяется. Это расширение вместе с ковшом на некоторых картах обозначено как «Бассейн Обводного канала». На полуострове между ковшом и каналом с середины XIX до второй половины XX века располагались железнодорожные пути станции Санкт-Петербург-Товарный, по которым вывозились грузы, выгруженные у ковша.

### Застройка берегов в XIX веке
Во второй половине XIX века Обводный канал стал местом скопления промышленных предприятий, служа как источником воды, так и открытым коллектором, собиравшим сточные воды окрестных заводов и фабрик. Канал являлся дешёвой и удобной транспортной артерией для перевозки сырья и готовых изделий. В середине XIX века к заводским постройкам добавились здания Варшавского (1852—1853) и Балтийского (1855—1858) железнодорожных вокзалов.

### Современное состояние канала
Канал строился как судоходный. В настоящее время он сильно обмелел: судоходство затруднено, могут проходить небольшие суда с малой осадкой.
Обводный канал пересекают 15 автомобильных, шесть пешеходных и два железнодорожных моста (третий железнодорожный мост, располагавшийся между Шлиссельбургским и Атаманским мостами, был демонтирован в декабре 2010 года), а сам канал утратил своё значение водной транспортной магистрали, тогда как его набережные превратились со временем в важную автотранспортную магистраль (также имелись намерения засыпать Обводный канал с целью прокладки на его месте скоростной автомобильной дороги). Новую жизнь получают промышленные здания.

## Географические сведения
Длина канала составляет 8,08 км, ширина — 21,3 м (в восточной части — до 42,6 м), глубина — до 3-5 м. В Обводный канал впадают реки Монастырка (справа) и Волковка (слева).

## Достопримечательности
- Дом 3—5 — хлебные амбары Александро-Невской лавры. Построены в 1846—1849 годах А. П. Гемилианом и К. И. Брандтом.
- Дом 7 — здание бывшей Духовной академии, построенное в 1817—1819 годах по проекту Луиджи Руска на территории Александро-Невской лавры. Памятник классицизма. С 1841 по 1918 годы, и с 1946 года по настоящее время в здании располагается Санкт-Петербургская духовная академия. С 1926 года в здании располагался Северный факультет Ленинградского восточного института (бывший ЦИЖВЯ), переформированный в 1930 году в Институт народов Севера. Во время войны в здании находился госпиталь.
- № 21-39 — комплекс казарм лейб-гвардии Казачьего полка, середина XIX в., архитекторы И. Д. Черник, А. П. Гемилиан. 7832043000
- № 74 — Главный газовый завод Общества столичного освещения (1858—1862, архитектор Р. Б. Бернгард, совместно с В. Р. Бернгардом). В одном из газгольдеров в настоящий момент располагается Планетарий № 1. 7830805000
- № 76 — электростанция Общества электрического освещения 1886 года. 1900—1910 гг., 1913—1915 гг., инж. Б. Г. Галеркин, инж.-техн. Ф. И. Зауэр и Э. Р. Ульман. 7830806000
- Дом 82 — доходный дом. Построен в 1898—1899 годах архитектором П. М. Мульхановым.
- Дом 90а — производственное здание водочного завода Ф. Ф. Штритера. Надстроено в 1885 году Б. Е. Фурманом.
- Дом 107 / Верейская улица, д. 47, угловая часть — доходный дом, построенный в 1886 году по проекту Б. Е. Фурмана, перестроен и расширен в 1908 году И. П. Володихиным. Дом постройки Фурмана был включён в новое здание.
- Дом 114 — здание Центральной типографии Министерства путей сообщения (здание Общества распространения религиозно-нравственного просвещения), построено в 1896 году архитектором Г. Г. фон Голи, перестроено в 1913—1914 годах архитектором Н. А. Горностаевым. 7830741000
- Дом 118 — производственные здания станции Петербург-Варшавский-Товарный, вторая половина XIX века, кирпичный стиль. Снесены в 2007 году[10].
- Дом 124 / улица Шкапина, д. 2 — доходный дом. Построен в 1907 году по проекту А. К. Голосуева.
- Дом 136 — производственное здание бумагопрядильной фабрики наследников Голенищева. Построено в 1863 году. Архитектор Ц. А. Кавос.
- Дом 151 — особняк П. П. Михеева, середина XIX в. 7830739000
- Дом 155 — особняк Т. П. Дылёва, 1849—1850 гг., арх. И. А. Монигетти (?), 1866—1867 гг., арх. А. Ф. Видов (надстройка, флигели). 7830740000
- Дома 169—173 — Измайловские провиантские магазины, построенные в 1819—1823 годах архитектором В. П. Стасовым. Памятник классицизма.
- Дом 179А — городской Центр по профилактике и борьбе со СПИД и инфекционными заболеваниями.
- Дом 181 — Дворец культуры имени А. Д. Цюрупы, бывший Дом просветительных учреждений в память 19 февраля 1861 года. 1913, арх. Н. В. Дмитриев[11][12]
- Дом 181 — высоковольтная подстанция на углу Дровяной улицы (наб. Обводного кан., 185), архитектор Александр Юнгер.
- Дома 197—201 — угол с улицей Циолковского, 15, правая часть — комплекс зданий 4-го казённого винного склада и завода. Построены в 1896—1898 годах по проекту Г. Г. Рабцевича. Ныне — Деловой центр «Обводный Двор».
- № 223—225 — комплекс Российской бумагопрядильной мануфактуры, 1835—1838 гг., арх-ры Н. Я. Анисимов, А. Я. Вильсон. 7830735000